# Peter Romberg
Peter Anshelm Romberg (i riksdagen kallad Romberg i Karlskrona), född 21 april 1845 i Norra Vrams församling, Kristianstads län, död 26 februari 1922 i Karlskrona stadsförsamling, Blekinge län, var en svensk läroverksadjunkt och politiker.
Romberg var ledamot av riksdagens andra kammare 1891–1893, invald i Karlskrona stads valkrets i Blekinge län. Han tillhörde Andra kammarens center.